# Louis XIV (Spiel)
Louis XIV ist ein Brettspiel für zwei bis vier Personen entwickelt von Rüdiger Dorn
Es erschien auf Deutsch 2005 bei Alea und auf Englisch bei Rio Grande Games.
Louis XIV gewann im Jahre 2005 beim Deutschen Spiele Preis den 1. Platz.

## Spielausstattung
- 90 Spielkarten
- 64 Einflusssteine
- 12 Personentafeln
- 60 Wappen
- 34 Missionschips
- 32 Geldmünzen
- 1 Startspielerkärtchen
- 1 Spielfigur „Louis XIV“
- 1 Spielanleitung

## Spielablauf
Die Spieler reisen zurück in die Zeit des Absolutismus, an den Hof des französischen „Sonnenkönigs“ Louis XIV. 
Man muss am Hofe des Sonnenkönigs aber die „richtigen“ Leute kennen und deren Unterstützung gewinnen 
um voranzukommen, d. h. in der Gunst des Königs am höchsten zu steigen.
Dies erreichen die Spieler durch das Erfüllen von verschiedenen Missionen.
Da wird bestochen und beeinflusst was das Zeug hält, denn oft genug bekommt nur derjenige den Missionschip, der derzeit 
den größten Einfluss auf die Persönlichkeiten am Hofe Königs Louis XIV. ausübt.
Das Spiel endet nach der 4. Auswertungsphase. 
Die Spieler erhalten jeweils 1 Wappen für: 1 Einflusskarte, 1 Intrigekarte, 1 Missionschip, 
1 Einflussstein auf einer Personentafel oder 3 Louis d’or. 
Danach decken alle Spieler ihre Wappen auf. 
Jeder Spieler, der von einer Sorte die meisten Wappen hat, erhält ein Bonuswappen. 
Sind alle 6 Wappensorten abgehandelt worden, zählt jeder Spieler die Gesamtsumme und addiert dazu 5 Siegpunkte 
pro erfüllter Mission. Der Spieler mit den meisten Siegpunkten ist der Gewinner des Spiels.